# 五十三將軍廟
23°19′22″N 120°16′24″E / 23.322797°N 120.273245°E
五十三將軍廟位於臺灣臺南市鹽水區，舊稱五十三將軍忠義烈祠，主祀張大主帥（張榮森）。該廟原是陰廟性質的有應公廟，供奉道光十二年（1832年）張丙事件中陣亡的53名官兵，1999年因神明指示要雕金身之故，該廟轉變成近似角頭廟的陽廟。
該廟廟前的空地為鹽水牛墟的舉辦地點，每月逢1、4、7的日子為墟市日。

## 沿革

### 立廟由來
道光十二年十月初一（1832年11月22日），臺灣南部發生了張丙事件。在首日張丙等人攻打鹽水港佳里興巡檢後，十月七日（11月28日）黃番婆等人又攻打鹽水港，守備張榮森被殺。後來臺灣鎮總兵劉廷斌將陣亡者收埋在鹽水城東門外，且命清軍每逢十月初七時前往悼祭。這些陣亡的官兵，即是廟名的「五十三將軍」。

### 發展
最初僅立碑紀念，後來才建小祠，是為「五十三將軍忠義烈祠」。而祭祀活動，則從清朝延續下來，日治時期時新營郡郡守或鹽水街街長也會前來致祭（有時是派代表參加）。
二次大戰後，有馮金旺等16人整理添土立碑舊地。而祭祀活動則由鹽水鎮鎮長主祭，陳宗能、吳棋耀、林清玉、陳行昌等鎮長皆親自參加，但在陳行昌之後的鎮長就不是每年都會前來主祭。民國五十三年（1964年）有馬亞火等62人增建拜亭、圍牆，並美化周邊環境。
民國七十一年（1982年）祠方向地主購買今之廟地建廟，並進行撿骨。最初這些遺骨被放在壓克力盒內，擺放在供桌之下。廟後南榮技術學院某教官得知，以「遺骨不可見天日」為由建議廟方妥為處理。後來廟方便將遺骨安置在「狗將軍」之後。民國八十八年（1999年）神明以手轎指示要「妝金身」，據說當夜還「現身」給該廟委員陳萬居看，後來陳萬居便以此形象請人雕刻神像。該廟也因而從陰廟轉變成陽廟。

## 祀神
五十三將軍廟之主神張大主帥，乃當年被殺的北路協守備張榮森，其神像為烏臉烏鬚，另有綠臉紅鬚的二主帥與花臉烏鬚的三主帥。此外廟中還供奉有清德醫神（據說是營鎮的軍醫）與福德正神，另有6位「狗將軍」（象徵營鎮之義犬），1大6小，除1位是金色的，其他的均是黑色。

## 傳說
據說曾有人在晚上在附近見到一列穿著清朝服裝的官兵在操練，使得過去附近居民大多不敢在晚上單獨經過這裡。此種故事情節，為有應公廟常見的典型故事。